# Unitat Alabesa
Unitat Alabesa (denominació oficial en castellà: Unidad Alavesa, acrònim: UA) fou un partit polític creat el 1989 i dissolt el 2005. Aparegué com una escissió del Partit Popular i l'àmbit era el territori d'Àlaba, de caràcter totalment contrari al nacionalisme basc i considerava que els alabesos no eren bascos i reclamava per a Àlaba un estatus similar al de Navarra. Es registrà oficialment el gener del 1990.

## Ideari polític
UA s'autodefinia com un partit alabesista, no reconeixia la pertinença d'Àlaba al País Basc, considerava que el basc no era la llengua pròpia d'Àlaba, que la seva co-oficialitat era una imposició i que Àlaba estava sent colonitzada culturalment, política i econòmica pels nacionalistes bascos. Tanmateix, de tot això no cal deduir l'existència d'un "nacionalisme alabès", ja que UA era fervent defensora de l'espanyolitat d'Àlaba. S'autodefinia com a foralista, partidària de l'autogovern alabès, mitjançant una adequació i modernització dels Furs, el sistema de govern tradicional de les províncies basques i Navarra. Per a això aspirava a la conversió d'Àlaba en una comunitat autònoma foral d'Espanya, prenent sempre com a exemple i model Navarra.
Amb el pas del temps UA va acceptar tàcitament la pertinença d'Àlaba al País Basc (sense renunciar per això als seus objectius), però amenaçant de donar suport a una secessió alabesa respecte del País Basc si s'aprovessin reformes estatutàries com el Pla Ibarretxe. UA va afirmar que la incorporació del Comtat de Treviño seria molt més senzilla si Àlaba fos una comunitat foral.
Endemés, ha mostrat el seu acord en tot moment amb la política antiterrorista del govern d'Aznar, donant suport al Pacte Antiterrorista que van subscriure Partit Popular i PSOE, així com a organitzacions qualificades d'afins als populars tals com ¡Basta Ya! o el Fòrum Ermua, i ha estat un fervent partidari de la formació de fronts polítics constitucionalistes per a frenar el nacionalisme basc.

## Evolució política i resultats electorals
El fundador, principal dirigent i cap visible d'UA ha estat històricament Pablo Mosquera, un metge gallec, assentat a Vitòria. Mosquera que va ser un dels fundadors d'UA, va ser escollit el seu primer secretari general. En el moment de l'escissió Mosquera era un dels dos parlamentaris que el Partit Popular tenia en el Parlament Basc. Va ser el primer parlamentari d'UA en el Parlament Basc a l'abandonar el grup popular i formar el Grup Mixt-UA. Les primeres eleccions en les quals va participar van ser les eleccions al Parlament Basc de 1990 en les quals va obtenir 3 parlamentaris. A les eleccions municipals de 1991 es converteixen en la segona força política alabesa en nombre de vots amb un 17% dels vots i la quarta en nombre de regidors. A la capital Vitòria, que ja es perfilava com el feu per excel·lència d'UA, en detriment de la resta de la província on el seu suport és menor, obtenen el 22% dels vots i es queden a un regidor del PNB.
Animats pels èxits electorals UA es presenta al Congrés dels Diputats amb opcions d'assolir un diputat per Àlaba, però obté solament un 10,61% dels vots. Conscient de la dificultat que suposa obtenir una acta de diputat en Àlaba i que el vot a UA baixa considerablement a les eleccions generals al desviar-se a PP, PSOE i PNB, el partit prendrà la decisió de no tornar a presentar-se més a unes eleccions generals, per a no restar vots al PP, centrant-se en les eleccions locals, forals i autonòmiques.
Si els resultats de 1990 suposen una entrada espectacular, els de les eleccions al Parlament Basc de 1994 són el suport definitiu de la formació política que obté els millors resultats de la seva història, amb 5 parlamentaris, sent la segona formació política d'Àlaba per darrere del PNB, amb contínues referències a la tradicional rivalitat entre Vitòria i Bilbao i recurrents les polèmiques sobre el favoritisme de les inversions del govern basc cap a Bilbao en detriment de Vitòria o sobre els pantans alabesos que donen subministrament al Gran Bilbao, etc.
Després d'arribar al seu sostre electoral comença el llarg declivi. El fet que marca possiblement el punt d'inflexió d'UA és la victòria electoral del PP a les eleccions eleccions generals espanyoles de 1996, quan arriba a per primera vegada el govern d'Espanya de la mà de José María Aznar. Alhora, el 1995 el PP havia igualat en nombre de regidors i superat lleugerament en percentatge de vot 18% a UA en l'ajuntament de Vitòria, on havia deixat de ser la principal força de l'oposició, i desplaça al PSE-EE com a principal força no nacionalista al Parlament Basc. A més el 1997 es produïx la primera gran crisi del partit amb l'escissió que dona lloc a un nou partit foralista denominat Democracia Foral de Álava, d'efímera existència. Un dels parlamentaris d'UA, Manuel Raúl Reyero s'integrarà en aquest partit pel que UA perd un dels seus 5 parlamentaris en el Parlament Basc. En el procés que va donar lloc a l'escissió de Democracia Foral de Álava, UA va registrar fins a 6 noms en el registre de partits polítics del Ministeri de l'Interior, per a evitar que aquestes sigles caiguessin en mans dels escindits, així van néixer els partits fantasma: Partido Neoforalista, Alternativa Foralista, Partido Alavesista, Partido Nuevo Foralismo, Unió del Poble Alabès i Partido Nuevos Foralistas. La crisi interna d'UA més el vot útil al PP fan collir a UA 15.722 vots a les eleccions al Parlament Basc de 1998, un fracàs electoral en quedar solament amb 2 parlamentaris, Pablo Mosquera i Enriqueta Benito, l'altre cap visible del partit.
A les eleccions municipals espanyoles de 1999, el PP arrabassa l'ajuntament de Vitòria i la Diputació Foral d'Àlaba al PNB en detriment del vot d'UA, en quedar amb un 7,5% dels vots i solament 2 regidors. UA comença llavors una política de col·laboració activa amb el PP tant en l'Ajuntament com en la Diputació. Fruit d'aquesta col·laboració Pablo Mosquera serà Diputat Foral de Joventut i Esports. A les eleccions al Parlament Basc de 2001 UA decideix no presentar-s'hi i integrar a la seva parlamentària Enriqueta Benito en la candidatura del PP, que serà escollida.
Al setembre de 2002, l'històric líder del partit, Pablo Mosquera abandona la política i regressa a la seva Galícia natal per a dirigir un hospital. Segons declaracions de l'afectat la seva marxa es deu a motius personals, aliens a la política. Enriqueta Benito assumeix la direcció del partit. En 2003 UA fracassa en les eleccions municipals al no assolir cap regidor a Vitòria amb solament el 4,52% dels vots. En tota la província no obté ni un sol regidor. En les eleccions a la Diputació Foral obté un únic juntero foral; Ernesto Ladrón de Guevara. Després de la derrota del PP a les eleccions generals espanyoles de 2004, UA canvia d'estratègia electoral. La seva parlamentària Enriqueta Benito abandona el grup popular i s'integra en el grup mixt. Fruit d'aquesta nova estratègia, UA dona suport amb el seu vot els pressupostos del govern basc del 2005 amb un pacte que es concreta en una partida pressupostària extra per a Àlaba.
Tot i així, a les eleccions al Parlament Basc de 2005 només van obtenir 3.740 vots, solament un 2,2% de l'electorat alabès, coincidint en Alava amb el descens del PP i l'ascens de la coalició PNB-EA. Al juny de 2005, en el seu VII Congrés, UA va acordar la seva dissolució, després de perdre definitivament la representativitat a Àlaba, i la fugida d'alguns dels seus dirigents al PP.

## Polèmica dissolució
Tres afiliats van denunciar a l'expresidenta, Enriqueta Benito, després de la seva dissolució que va ser processada per un delicte d'apropiació indeguda. La denúncia es basava que la presidenta suposadament hauria venut la seu de 200 metres quadrats del partit en la capital alabesa per 360.000 euros quan el seu valor de mercat seria el doble i també perquè suposadament hauria manipulat la comptabilitat interna del partit desviant els seus actius.
A la fi de 2006 sorgeix un nou partit a Àlaba, Treviño, Biscaia i Guipúscoa: Innovación Democrática, per a donar continuïtat al projecte d'UA però aquesta vegada incloent la resta del País Basc. Es consideren de centredreta i el seu president és Ernesto Ladrón de Guevara, membre fins al final d'UA.

## Resultats electorals

### Congrés dels Diputats
| Any  | Vots   | %    | +/- pp | Escons  | +/- | Posició | Govern       | Candidat                     |
| ---- | ------ | ---- | ------ | ------- | --- | ------- | ------------ | ---------------------------- |
| 1993 | 16.623 | 0,07 | Nou    | 0 / 350 | =   | #24     | Sense Escons | Antonio Sáenz de Santa María |

### Juntes generals d'Àlabaa
| Any  | Vots   | %     | +/- pp | Escons  | +/- | Posició | Govern   |
| ---- | ------ | ----- | ------ | ------- | --- | ------- | -------- |
| 1991 | 22.342 | 18,49 | Nou    | 11 / 51 | 11  | #2      | Oposició |
| 1995 | 23.442 | 16,28 | 2,21   | 9 / 51  | 2   | #3      | Oposició |
| 1999 | 9.448  | 6,19  | 10,09  | 2 / 51  | 7   | #5      | Oposició |
| 2003 | 6.373  | 3,89  | 2,30   | 1 / 51  | 1   | #5      | Oposició |

### Municipals
| Any  | Votos  | %     | +/- pp | Regidories | +/- | Posició |
| ---- | ------ | ----- | ------ | ---------- | --- | ------- |
| 1991 | 21.271 | 17,55 | Nou    | 39 / 409   | 39  | #2      |
| 1995 | 21.586 | 14,95 | 2,60   | 37 / 409   | 2   | #3      |
| 1999 | 9.680  | 6,31  | 8,64   | 9 / 409    | 28  | #5      |
| 2003 | 6.191  | 3,78  | 4,86   | 0 / 409    | 9   | #5      |

### Parlament Basc
| Any  | Vots   | %    | +/- pp | Escons | +/- | Posició | Govern                                           | Candidat         |
| ---- | ------ | ---- | ------ | ------ | --- | ------- | ------------------------------------------------ | ---------------- |
| 1990 | 14.351 | 1,41 | Nou    | 3 / 75 | 3   | #8      | Oposició                                         | José Luis Añúa   |
| 1994 | 27.797 | 2,73 | 1,32   | 5 / 75 | 2   | #7      | Oposició                                         | Enriqueta Benito |
| 1998 | 15.738 | 1,26 | 1,47   | 2 / 75 | 3   | #7      | Oposició                                         | Pablo Mosquera   |
| 2001 | -      | -    | -      | 1 / 75 | 1   | -       | Oposició (Es va presentar en les llistes del PP) | Enriqueta Benito |
| 2005 | 4.117  | 0,34 | Nou    | 0 / 75 | 1   | #7      | Sense escons                                     | Enriqueta Benito |